# Movimiento Nacional del Pueblo (Trinidad y Tobago)
Movimiento Nacional del Pueblo (People's National Movement, PNM) es el actual partido político gobernante en Trinidad y Tobago. El partido defiende los principios del liberalismo, y es generalmente considerado como un partido de centroizquierda dentro de los estándares europeos.

## Historia
Fue fundado en 1955 por Eric Williams, quien ganó las elecciones generales de 1956 y llegó a ocupar el poder de manera ininterrumpida por 30 años. Después de la muerte de Williams en 1981, George Chambers lideró el partido. El partido fue derrotado en las elecciones generales de 1986, perdiendo 33-3 frente a la Alianza Nacional para la Reconstrucción.
Bajo la dirección de Patrick Manning, el partido volvió al poder en 1991, después del intento de golpe de Estado de 1990 por parte de Jamaat al-Muslimin, pero perdió el poder en 1995 a manos del los Congreso Nacional Unido. El PNM perdió nuevamente ante la UNC en las elecciones generales de 2000, pero una fractura en la UNC obligó a nuevas elecciones en el año 2001. En dichos comicios, hubo un empate 18-18 entre el PNM y la UNC, y el presidente Arthur N. R. Robinson nombró a Manning como primer ministro.
Manning fue incapaz de elegir a un presidente de la Cámara de Representantes, pero ganó una mayoría clara en las nuevas elecciones que se celebraron en 2002, y de nuevo en 2007, antes de perder el poder en 2010. Volvió al poder en 2015, con su líder, Keith Rowley, tras ganar 23 de los 41 escaños en las elecciones generales de 2015.
El símbolo del partido es el bijao (Heliconia bihai), que le da nombre a la sede del partido («Balisier House»), ubicado en Puerto España.

## Líderes del partido
- Eric Williams (1956-81), primer ministro (1956-81).
- George Chambers (1981-86), primer ministro (1981-86).
- Patrick Manning (1986-2010), primer ministro (1991-95, 2001-10).
- Keith Rowley (2015–), primer ministro (2015-).

## Resultados electorales
| Año  | Votos   | %     | Escaños | +/- | Posición | Gobierno            |
| ---- | ------- | ----- | ------- | --- | -------- | ------------------- |
| 1956 | 105.153 | 39,75 | 13/24   |     | 1º       | Gobierno en mayoría |
| 1961 | 190.003 | 57,00 | 20/30   | 7   | 1º       | Gobierno en mayoría |
| 1966 | 158.573 | 52,44 | 24/36   | 4   | 1º       | Gobierno en mayoría |
| 1971 | 99.723  | 84,10 | 36/36   | 12  | 1º       | Gobierno en mayoría |
| 1976 | 169.194 | 54,23 | 24/36   | 12  | 1º       | Gobierno en mayoría |
| 1981 | 218.557 | 52,95 | 26/36   | 2   | 1º       | Gobierno en mayoría |
| 1986 | 183.635 | 32,00 | 3/36    | 23  | 2º       | Oposición           |
| 1991 | 233.950 | 45,02 | 21/36   | 18  | 1º       | Gobierno en mayoría |
| 1995 | 256.159 | 48,76 | 17/36   | 4   | 1º       | Oposición           |
| 2000 | 276.334 | 46,45 | 16/36   | 1   | 2º       | Oposición           |
| 2001 | 260.075 | 46,51 | 18/36   | 2   | 2º       | Gobierno en minoría |
| 2002 | 308.762 | 50,89 | 20/36   | 2   | 1º       | Gobierno en mayoría |
| 2007 | 300.434 | 45,99 | 26/41   | 6   | 1º       | Gobierno en mayoría |
| 2010 | 287.458 | 39,70 | 12/41   | 14  | 2º       | Oposición           |
| 2015 | 378.447 | 51,68 | 23/41   | 11  | 1º       | Gobierno en mayoría |
| 2020 | 322.250 | 49,08 | 22/41   | 1   | 1º       | Gobierno en mayoría |